# Kasala Kamanga
Adèle Kasala Kamanga, née le 18 décembre 1960 à Lubumbashi, est une joueuse congolaise (RDC) de basket-ball.

## Carrière
Adèle Kasala, surnommée « La Reine Mère », a marqué une carrière exceptionnelle de 26 ans dans le basket-ball.

### En club
Elle a commencé sa carrière en handball en 1975 au HC Njanja de Lubumbashi, puis a rejoint le BC Imana de Lubumbashi en 1976, combinant les deux sports jusqu’en 1982. Détectée lors de la première édition de la Coupe du Zaïre féminin en 1982, elle a signé chez V Club après avoir été repérée par une ancienne joueuse Safamba. À partir de 1984, elle s’est consacrée entièrement au basketball.
En 1989, elle a rejoint le BC Tourbillon pour remporter la Coupe d’Afrique des Clubs Champions, la Coupe d’Afrique Centrale, la Coupe du Zaïre et la Coupe de Kinshasa aux côtés de Lingenga Liyoko. De retour à V Club en 1990, elle a été surnommée « La Reine Mère », après avoir remporter plusieurs titres jusqu’à la fin de sa carrière en 2002.
Adèle Kasala Kamanga a organisé un jubilé après sa retraite, auquel le Sénégal, l’Angola, la Centrafrique et d’autres pays ont participé.

### En sélection nationale
Adèle a rejoint l’équipe nationale en 1983 et a participé à plusieurs compétitions internationales telles que la Coupe du Monde en 1983 et les Coupes d’Afrique,,. Elle a remporté des médailles d’or aux Jeux d’Afrique Centrale en 1987 et aux Jeux Africains de la même année. Elle a également pris part aux Jeux de la Francophonie en 1989.
Adèle a marqué l’histoire du basket-ball africain par sa longévité et ses performances exceptionnelles.

## Palmarès

### En Club

#### BC Tourbillon
- Coupe du Zaïre 
  - Championne (1) : 1989

- Coupe d’Afrique des Clubs Champions
  - Championne (1) : 1989
- Liprobakin
  - Championne (1) : 1989
- Coupe d'afrique centrale
  - Championne (1) : 1989

#### BC Vita Club
- Coupe du Zaïre/RDC
  - Championne (7) : 1993, 1994, 1995, 1996, 1997, 1998 et 2001

- Coupe d’Afrique Centrale
  - Championne (1) : 1997

### En sélection
- Coupe d'afrique
  - Championne (2) : 1986 et 1994
- Jeux africains
  - Médaille d'or (1) :1987
- Jeux d'afrique centrale
  - Médaille d'or (1) : 1987

### Distinctions personnelles
- MVP de la coupe d'afrique 1986
- Meilleure scoreuse de la coupe d'afrique 1986
- 2 fois vainqueur du panier d'or
- Une médaille de chancellerie